# Дарквејв
Дарквејв је музички правац који је настао током `80их година као део новог таласа. Карактеришу га мрачни (дарк), умни текстови са дозом туге која се кроз њих провлачи. Касније су из њега проистекли неокласицизам и неофолк.

## Дарквејв `80
Током `80их представници и творци жанра су групе чија је музика имала сувише мрачну атмосферу да би била део новог таласа, а опет нису имали толико мрачну атмосферу да би њихову музику сматрали за готик. Најзначајнији представници су:
- Ана Кларк
- Гери Њуман
- Псајх
- Дипеш Мод

У дарквејв су убрајане и групе које су се сматрале за готик рок, односно оне чији су се радови сматрали за претечу готик музике, попут:
- Баухаус
- Џој Дивижн
- Кјур
- Кокто Твинс
- Клан ов Ксимокс

## Дарквејв `90
У раним `90 представници дарквејва су групе које су настале под утицајем новог таласа и дарквејва из `80их. То су:
- Дас Их
- Дајне Лакајен
- Лакримоза
- Дајари ов Дримс
- Фроузен Отм
- Вулфсхајм

## Дарквејв у XXI веку
На прелазу између два миленијума дарквејв је наставио своје постојање, али се све чешће преплиће са електром. Као значајнији представници истичу се:
- Волфсхајм
- Диорама
- Дајне Лакајен

а сигурно један од најпознатијих дарквејв радова у новом миленијуму је Шилерова сарадња са Петром Хепнером на албуму Лебен.

## Дарквејв на нашим просторима
Дарквејв се на нашим просторима почео помаљати крајем `80, када се као његов представник и зачетник истакао македонски Мизар.

## Најзначајнији албуми дарквејва
| 1980 - 1990 | 1990 - 2000 |
| --- | --- |
| - 1980 · Joy Division · Closer - 1981 · The Cure · Faith - 1981 · Kirlian Camera · Kirlian Camera - 1982 · Anne Clark · The Sitting Room - 1983 · Cocteau Twins · Head Over Heels - 1984 · Clan Of Xymox · Subsequent Pleasures - 1984 · Dead Can Dance · Dead Can Dance - 1985 · Death In June · Nada! - 1985 · Opera Multi Steel · Cathédrale - 1985 · The Sisters Of Mercy · First And Last And Always - 1985 · Calling Dead Red Roses · 1985 - 1986 · Depeche Mode · Black Celebration - 1986 · And Also The Trees · Virus Meadow - 1986 · Clan Of Xymox · Medusa - 1986 · Deine Lakaien · First Album - 1988 · Fields Of The Nephilim · The Nephilim - 1988 · Мизар · Мизар - 1989 · The Cure · Disintegration - 1989 · Psyche · The Influence | - 1991 · Lycia · Ionia - 1992 · Silke Bischoff · This Is The New Religion! - 1992 · Girls Under Glass · Darius (feat. Peter Heppner) - 1992 · Wolfsheim · No Happy View - 1992 · Passion Noire · As Time Goes By - 1992 · Love Is Colder Than Death · Mental Traveller - 1993 · Engelsstaub · Malleus Maleficarum - 1994 · Corpus Delicti · Sylphes - 1994 · Faith And The Muse · Elyria - 1994 · Diary Of Dreams · Cholymelan - 1995 · Chandeen · Jutland - 1995 · The Frozen Autumn · Pale Awakening - 1995 · In My Rosary · Strange EP - 1995 · Ataraxia · La Malédiction d'Ondine - 1999 · Non Compos Mentis · Profound Protection - 1999 · Diorama · Pale - 1999 · The Crüxshadows · The Mystery Of The Whisper - 1999 · Ding An Sich · Old As Forever... New As Tomorrow |